# Juan Zurano
Zurano  Jérez est un nom espagnol. Le premier nom de famille, en général paternel, est Zurano ; le second, en général maternel, souvent omis, est Jérez.
Juan Santiago Zurano Jérez (né le 1er septembre 1948 à Lorca) est un ancien coureur cycliste professionnel espagnol.

## Palmarès

### Palmarès amateur
- 1968
  - 2e étape du Tour de Grenade
- 1969
  - Tour de Ségovie
  - 2e du Tour de Navarre

### Palmarès professionnel
- 1971
  - 3e étape du Tour des Asturies
  - 2ea et 2eb étapes du Tour de Minorque
  - 3e du Tour du Levant
  - 3e du GP Munecas Famosa
- 1972
  - 2ea étape du Tour des vallées minières
  - 1re étape du Tour des Asturies
  - 1rea et 12e étapes du Tour du Portugal
  - 3e étape du Tour de Majorque
  - Trophée Iberduero
  - 3e de la Prueba Villafranca de Ordizia
- 1973
  - 2eb étape du Tour du Levant
  - 14e étape du Tour d'Espagne
  - 4e étape du Tour des Asturies
  - 6eb étape du Tour du Portugal
  - 3e du championnat d'Espagne sur route
- 1974
  - 2e du Trophée des grimpeurs
  - 2e de la Clásica de Sabiñánigo
  - 2e du Grand Prix de Biscaye
  - 3e du Tour de Cantabrie

## Résultats sur les grands tours

### Tour de France
3 participations
- 1973 : abandon (8e étape)
- 1974 : 14e
- 1975 : abandon (10e étape)

### Tour d'Espagne
4 participations
- 1971 : 42e
- 1972 : 17e
- 1973 : 16e, vainqueur de la 14e étape
- 1974 : 19e

### Tour d'Italie
1 participation
- 1975 : abandon (20e étape)